# 페이시뉴 다 오르타
페이시뉴 다 오르타(포르투갈어: peixinho da horta, 복수: peixinhos da horta 페이시뉴스 다 오르타[*])는 포르투갈의 튀김이다. 풋강낭콩에 밀가루 반죽물 튀김옷을 입혀 만든다. 풋강낭콩 대신 호박이나 피망 등 다른 채소로 만들기도 한다.
일본식 튀김 음식인 덴푸라의 기원이 되는 음식으로, 16세기 중반에 포르투갈 선교사들을 통해 일본에 소개되었다.

## 이름
포르투갈어 "페이시뉴스 다 오르타(peixinhos da horta)"는 "텃밭의 작은 물고기들"이라는 뜻이다. "페이시뉴스"는 "물고기, 생선"을 뜻하는 "페이시(peixe)"에 지소형 접미사 "-이뉴(-inho)"와 복수형 접미사 "-스(-s)"가 붙어 만들어진 낱말로, "작은 물고기들"이라는 뜻이다. "다(da)"는 영어 "of"와 비슷하게 "~의"를 뜻하는 전치사 "드(de)"에 여성형 정관사 "아(a)"가 결합한 형태이다. "오르타(horta)"는 "텃밭, 뜰, 부엌 텃밭"을 뜻한다. 모양이 작은 물고기를 닮아 이런 이름이 붙었다.